# 平光清
平光 清（ひらこう きよし、1938年7月15日 - 2011年8月9日）は、日本の元プロ野球審判員、野球解説者。大学野球、プロ野球選手の経験はない。通称「先生」「審判先生」。東京都大田区出身。

## 経歴
岐阜県生まれ。慶應義塾普通部、慶應義塾高等学校、慶應義塾大学経済学部卒業。高校・大学では野球部のマネージャーを務めた。「早慶六連戦」の時の4年生マネージャーでもある。1961年に日本通運へ入社。同社に勤務する傍ら、東京六大学野球連盟などで審判を務めていた。
1965年にセントラル・リーグの審判に採用され、同年4月10日の開幕試合、大洋ホエールズ対国鉄スワローズ戦（川崎球場）に右翼外審として一軍デビューし、4月13日の国鉄対広島カープ戦（明治神宮野球場）では早くも球審を務めるなど1年目からセ・リーグの主力審判として活躍した。1968年には審判員交流制度によりパシフィック・リーグの審判を務め、1992年に退職するまで通算で3062試合に出場した。
以下の試合で球審を務めた。
- 1967年10月10日、巨人対広島戦（後楽園球場） ― 巨人の堀内恒夫投手がノーヒットノーランを記録し、かつ自ら3本塁打を打った試合
- 1975年10月15日、巨人対広島戦（後楽園球場） ― 広島の初のセ・リーグ優勝が決定した試合
- 1976年6月8日、巨人対阪神タイガース戦（後楽園球場） ― 巨人・末次利光が逆転サヨナラ満塁本塁打を打った試合
- 1976年10月10日、巨人対阪神戦（後楽園球場） ― 巨人・王貞治がベーブ・ルースと並ぶ通算714号本塁打を打った試合
- 1982年9月15日、巨人対中日23回戦（後楽園球場） ― 巨人・篠塚利夫が犠牲バントの際に中日の3失策で一塁から本塁へ長駆生還した試合
- 1986年6月26日、巨人対阪神戦（後楽園球場） ― 阪神・ランディ・バースが巨人・江川卓から本塁打を打ち、7試合連続本塁打の日本タイ記録を達成した試合
- 1991年6月18日、中日対大洋（ナゴヤ球場） ― 中日・彦野利勝がサヨナラ本塁打を打ちながら負傷で走れず、代走の山口幸司が得点した試合
- 1992年7月5日、ヤクルト対巨人戦（明治神宮野球場） ― 9回表に巨人・原辰徳が同点2ラン本塁打を打ち、その際にバットを後ろへ放り投げた試合

その他有名な試合としては、5年目にして球審に抜擢された1969年7月22日のオールスターゲーム第3戦（平和台野球場）で、延長13回全セの攻撃中に長時間の停電に見舞われている。この時平光は、関係者から貰ったタバコを吸うなどして試合再開を待っていたという。また1974年7月9日の大洋対巨人戦で、巨人監督の川上哲治に退場処分を下した（この年は川上のプロ生活最後の年で、37年間で唯一の退場宣告であった）。
オールスターゲームに7回（1969年、1972年、1976年、1978年、1982年、1987年、1990年。うち1969年第3戦、1982年第2戦で球審）、日本選手権シリーズ5回（1975年、1981年、1984年、1989年、1990年。うち1984年第5戦で球審、これが平光にとって日本シリーズ唯一の球審）出場。セ・リーグ審判袖番号は23（1988年番号制採用から1992年引責退職まで）。引退時は副部長を務めていた。日本プロ野球においてオールスターゲーム、日本選手権シリーズを含め通算3062試合に出場した。
二軍の審判を経ないで一軍審判となったエリート審判であり、高校野球（全国高等学校野球選手権大会）・東京六大学野球・都市対抗野球大会・プロ野球の4カテゴリーで審判を経験した史上唯一の審判である。慶應大在学中の1959年には、21歳にして高校野球・福島県大会の審判長を務めた。
審判退職後はフジテレビ・ニッポン放送の野球解説者（主に裏送り担当）を務めた。野球教室での指導や各種メディアへの登場と、引退後も多忙な日々を送った。2008年秋からプロ野球マスターズリーグの審判員を務めた。
2011年8月9日午後、肺がんのため東京都内の病院で死去した。73歳没。

## 人物
スタイルとしては、インサイドプロテクターを1981年から取り入れ、片膝を地面につく「ニースタンス」であった。米国の野球事情に通じた改革派の急先鋒であり、インサイドプロテクターを早期に採用したのもその表れである。また、ストライクゾーンが広いことで有名であった。
小学校から大学までずっと慶應一本というその経歴が物語る通り、インテリジェンスあふれた、細身で白髪の紳士であるが、プレイボーイとしても有名であり、グラウンド外でそのことを示すエピソードには事欠かない。
「平光」という苗字は岐阜県に多いが、彼の父親も岐阜県出身である。
1995年には、ゲームソフト『燃えろ!!プロ野球'95 ダブルヘッダー』（ジャレコ）に審判役として声の出演をした。2006年には、サントリーフーズ「ゲータレード」のCMに出演している。オートバイ・トライアルライダーの黒山健一と、横綱・朝青龍明徳の本塁上のクロスプレイで「セーフ」と判定する野球審判の役である。

## 幻の本塁打
1992年9月11日の阪神タイガース対ヤクルトスワローズ18回戦（阪神甲子園球場）において、同点の9回裏二死走者一塁の場面で、阪神・八木裕が放った打球は外野ラバーフェンスの一番上の平らな部分（外野フェンスとしては中腹）に当たったあと上方に跳ね返り、ラバーの上にある金網のグラウンド側に当たったあとバックスピンがかかった状態でオーバーフェンスして外野スタンドに入った。グラウンド側の金網に当たった打球がスタンドインするという通常ではありえない打球の動きに二塁塁審の平光が一旦本塁打の判定を下したが、ヤクルト左翼手の城友博と中堅手の飯田哲也が即座に抗議をし始め、ヤクルトベンチも総出で抗議を行った。その後審判団協議の結果、判定を覆し二塁打（エンタイトルツーベース）とした。すると今度は本塁打を取り消された側の阪神が抗議を始めたため、平光は阪神の中村勝広監督に自らの誤審を認め、自分が今年限りで責任を取って審判を辞めることと引き換えに試合を再開するよう要請。中村監督は突っぱねたが阪神の三好一彦球団社長の説得もあり試合は再開された。平光は一連の騒動のため連盟より厳重注意を受け、制裁金3万円の判断が下された。この誤審により緊張の糸がプツンと切れてしまったとして、中村への宣言通り、この年限りで審判を退職している。
なお、試合は延長15回引き分け、所要時間6時間26分（うち中断37分）、試合終了時刻は翌12日の午前0時26分という日本プロ野球において史上最長試合となった。
|          | 1 | 2 | 3 | 4 | 5 | 6 | 7 | 8 | 9 | 10 | 11 | 12 | 13 | 14 | 15 | R | H  | E |
| -------- | - | - | - | - | - | - | - | - | - | -- | -- | -- | -- | -- | -- | - | -- | - |
| ヤクルト | 0 | 0 | 3 | 0 | 0 | 0 | 0 | 0 | 0 | 0  | 0  | 0  | 0  | 0  | 0  | 3 | 8  | 2 |
| 阪神     | 1 | 1 | 1 | 0 | 0 | 0 | 0 | 0 | 0 | 0  | 0  | 0  | 0  | 0  | 0  | 3 | 18 | 0 |

1. ［ヤ］：伊東（3回2/3）、加藤（0回1/3）、金沢（1回）、角盈（1回）、岡林（9回）
2. ［神］：中込（6回1/3）、弓長（3回2/3）、御子柴（3回）、嶋尾（2回）
3. 本塁打
［神］：オマリー14号（3回ソロ・伊東）
4. 審判
［球審］久保田
［塁審］杉永（一塁）、平光（二塁）、井野（三塁）

## 著書
- 審判失格：それでも私は野球が好きだ。（ニッポン放送出版,1994年）ISBN 4-594-01380-5
- わかりやすい野球ルール（成美堂出版,2001年）ISBN 4-415-02410-6